# Гжегож Шиманський
Ґжеґож Шиманський (пол. Grzegorz Szymański, нар. 1983, Соколув-Підляський, Польща) — відомий польський стронгмен, учасник змагання Найсильніша Людина Європи. Саме 2-ге місце яке він посів на цьому змаганні стало найбільшим його досягненням в кар'єрі.
Займатися підняттям великої ваги почав у віці тринадцяти років. Він двічі займав друге місце у змаганнях Західно-Поморської провінції зі штовхання ядра. Як професіонал перший виступ провів у 2006 році у змаганні за звання Найсильнішої Людини Польщі 2006 у місті Ґдиня де він посів дев'ятнадцяте місце в загальному заліку. Опісля цього почав муштруватися разом з такими відомими польськими стронгменами як Ярослав Димек, Себастьян Вента, Славомир Точек. Двічі брав участь у змаганнях за звання Найсильнішої Людини Європи в 2008 та 2009 роках.